# Rialtobrücke (Beinstein)

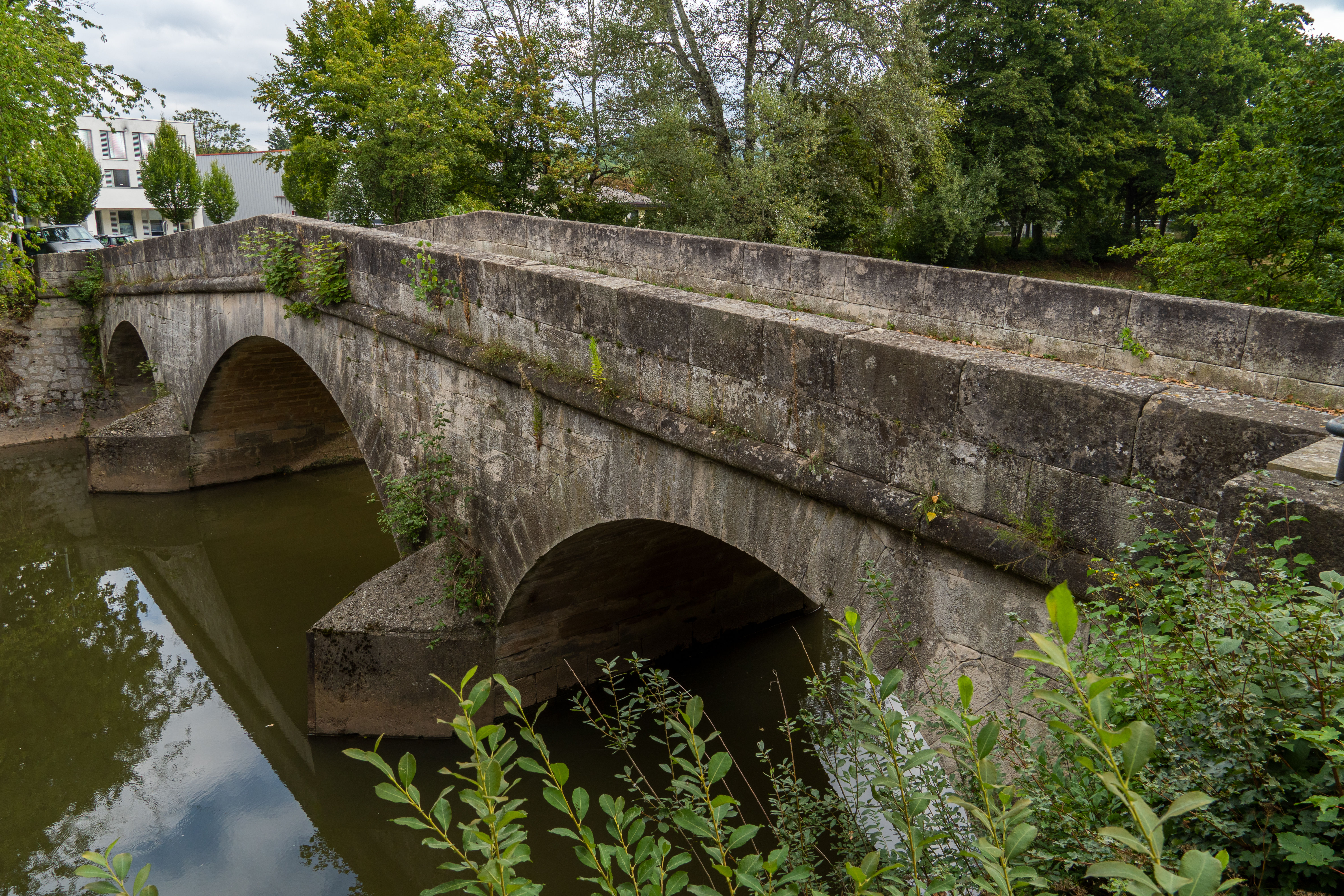
Die Rialtobrücke in Beinstein

Die etwa 40 m lange Rialtobrücke in Beinstein, einem Ortsteil von Waiblingen ist ein denkmalgeschütztes Bauwerk.

## Geschichte
Der Bau der Brücke über die Rems begann im Oktober 1825 und dauerte bis Oktober 1826. Die Brücke wurde erbaut im Rahmen der Begradigung der Remsschlingen zwischen Endersbach und Waiblingen in den Jahren 1824 bis 1827. Die Begradigung wurde im Rahmen des Hochwasserschutzes notwendig. Zwei Jahre nach Fertigstellung besuchte König Wilhelm I. die Brücke. Die Steine kamen vom Hörnleskopf, aus Baach und Fellbach.
Seit Oktober 1979 steht die Brücke unter Denkmalschutz nach § 12 des baden-württembergischen Denkmalschutzgesetzes.

## Name
Die Brücke wird im Volksmund „Rialtobrücke“ bezeichnet, aufgrund der Ähnlichkeit zur Rialtobrücke in Venedig. Eine Alternativbezeichnung ist „Königsbrücke“ oder „Alte Remsbrücke“.